# NGC 2256
NGC 2256 este o galaxie lenticulară situată în constelația Girafa. A fost descoperită în 1 august 1883 de către Ernst Wilhelm Tempel. Se află la o distanță de 74,55 de megaparseci de Pământ.